# باشگاه فوتبال اپسوم اتلتیک
باشگاه فوتبال اپسوم اتلتیک (به انگلیسی: Epsom Athletic Football Club) یک باشگاه فوتبال در شهر چسینگتون، کشور انگلستان است که در سال ۱۹۹۷ میلادی تأسیس شده‌است.